# Astragalus shehbazii
Astragalus shehbazii är en ärtväxtart som beskrevs av Zarre och Dieter Podlech. Astragalus shehbazii ingår i släktet vedlar, och familjen ärtväxter. Inga underarter finns listade i Catalogue of Life.